# Muleba (huyện)
Muleba là một huyện thuộc vùng Kagera, Tanzania. Thủ phủ của huyện Muleba đóng tại Muleba. Huyện Muleba có diện tích 2499 ki lô mét vuông. Đến thời điểm điều tra dân số ngày 25 tháng 8 năm 2002, huyện Muleba có dân số 385184 người.